# Danh sách loài được mô tả năm 2021
Danh sách các loài sinh vật được mô tả chính thức năm 2021 xếp theo thời gian công bố trên các tạp chí khoa học.

## Tháng 1 năm 2021
1. Camellia proensis loài chè chi Camellia, họ Theaceae, bộ Ericales phát hiện tại Lâm Đồng, Việt Nam.[1]
2. Rohdea dangii: loài Rohdea, họ Asparagaceae, bộ Asparagales tìm thấy ở Sơn La và Điện Biên.[2]
3. Typhonium phuocbinhense: loài Typhonium.[3]

## Tháng 2 năm 2021
1. Mouretia oblanceolata loài Mouretia, tông Argostemmateae, phân họ Rubioideae, họ Rubiaceae, bộ Gentianales.[4]
2. Caridina thachlam loài tôm Caridina, họ Atyidae, bộ Decapoda, lớp Malacostraca, ngành Arthropoda tìm thấy ở Vườn quốc gia Cúc Phương, công bố 22/2/2021.[5]
3. Lyriothemis pallidistigma: loài chuồn chuồn ngô Lyriothemis, họ Libellulidae, bộ Odonata, lớp Insecta, ngành Arthropoda phát hiện tại Vườn Quốc gia Cát Tiên, tỉnh Đồng Nai, công bố 23/2/2021..[6]

## Tháng 3 năm 2021
1. Cyrtodactylus raglai loài Cyrtodactylus, phân họ Gekkoninae, họ Gekkonidae, bộ Squamata, lớp Reptilia, ngành Chordata, giới Animalia tìm thấy ở Sông Cái Khánh Trung, Khánh Vĩnh, Khánh Hòa.[7]
2. Hemiandrus jacinda.[8]

## Tháng 5 năm 2021
1. Zingiber magang[9]
2. Zingiber tamii: loài Zingiber, họ Zingiberaceae, bộ Zingiberales.[9]

## Tháng 6 năm 2021
1. Begonia catbensis loài Begonia, họ Begoniaceae, bộ Cucurbitales.[10]
2. Sageretia ellipsoidea loài táo Sageretia họ Rhamnaceae, bộ Rosales.[11]

## Tháng 8 năm 2021
1. Cirrhilabrus aquamarinus, cá biển chi Cirrhilabrus, họ Cá bàng chài.[12]
2. Cirrhilabrus chaliasi, cá biển chi Cirrhilabrus, họ Cá bàng chài.[12]

## Tháng 10 năm 2021

### Thực vật
1. Ardisia patentiradiosa, loài thực vật Ardisia, họ Primulaceae bộ Ericales.[13]
2. Hemiboea chanii: loài thực vật Hemiboea, Gesneriaceae, bộ Lamiales.[14]

### Động vật
1. Paradoryphoribius chronocaribbeus là loài gấu nước được đặt tên bởi Mapalo et al., 2021.[15] Được tìm thấy trong Hổ phách Dominican ở Cộng hòa Dominican.[16][17]
2. Chromis norfolkensis, cá biển chi Chromis, họ Cá thia.[18]
3. Chromis sahulensis, cá biển chi Chromis, họ Cá thia.[18]

## Tháng 11 năm 2021
1. Aristolochia luudamcui loài thực vật chi Aristolochia, Siphisia, họ Aristolochiaceae, bộ Piperales.[19]
2. Aeolosoma vietnamicum loài động vật chi Aeolosoma, Aeolosomatidae, Aphanoneura, Annelida.[20]